# Бразавола, Антонио Муза
Анто́нио Му́за Бразаво́ла (итал. Antonio Musa Brasavola, лат. Antonius Brassavolus; 1500 — 1555) — итальянский врач и ботаник эпохи Возрождения.

## Биография
Антонио Муза Бразавола родился в Ферраре в 1500 году. Учился в Падуанском, Болонском и Парижском университетах, после чего вернулся в Феррару. Там он учился медицине у Никколо Леоничено и Джованни Манардо. Впоследствии Бразавола написал биографию Леоничено, названную «Мой наставник» (лат. Praeceptor meus). С 1519 года Бразавола преподавал логику в Феррарском университете, одновременно продолжая учиться медицине. В 1521 году получил степень доктора медицины.
В 1527 году Бразавола стал профессором натурфилософии в Ферраре, где преподавал до своей смерти. В 1555 году Антонио Муза Бразавола скончался.
Бразавола в разное время работал личным врачом герцога Эрколе II д’Эсте и Папы Павла III. Также он консультировал французского короля Франциска I, римского императора Карла V и английского короля Генриха VIII.
Наибольший интерес для истории науки представляют исследования Бразаволы в областях ботаники и фармакологии. Также он известен как первый врач, проведший и задокументировавший трахеостомию.
Антонио Бразавола был горячо предан преподаванию. Описывается случай, когда во время лекции ему сообщили о пожаре в его доме, однако он довёл лекцию до конца.

## Некоторые работы
Антонио Бразавола издал более 40 важных работ. Самые известные из них:
- Examen omnium simplicium medicamentorum, quorum in officinis usus est (1537)
- In octo librus aphorismorum Hippocratis & Galeni commentaria & annotationes (1541)
- In libros de ratione victus in morbis acutis Hippocratis & Galeni commentaria & annotationes (1546)
- Index refertissimus in omnes Galeni libros (1556)

## Роды растений, названные в честь А. Бразаволы
- Brassavola Adans., 1763, nom. rej. [≡ Helenium L., 1753]
- Brassavola R.Br., 1813, nom. cons.